# Kerttervezés
A kerttervezés a kertek kialakítására és beültetésére vonatkozó tervek készítésének folyamatát jelenti. A kerttervezést végezheti maga a kert tulajdonosa, illetve olyan szakemberek, akik már tapasztalattal és szakértelemmel rendelkeznek a kerttervezésben. A legtöbb profi kerttervező mind kertészeti, mind tervezési alapképzéseken részt vett, de vannak közöttük tájépítészek is, akik magasabb szintű képzéssel bírnak.

## A kerttervezés elemei
Akár szakember, akár amatőr tervez meg egy kertet, a tervek alapját bizonyos alapelvek határozzák meg.
A kertépítés elemei közé tartozik a kerti építmények és berendezések (így például az ösvények, falak, vízarchitektúrák, burkolatok, árnyékoló berendezések stb.), illetve a növények elrendezése is, tekintettel azok megjelenésére, igényeire, élettartamára, növekedésére, méretére és a különféle növények közötti kölcsönhatásokra. A kert fenntartására szintén tekintettel kell lenni a tervezés során, figyelembe véve a rendszeres gondozásra rendelkezésre álló anyagi forrásokat is.
A tervezés során figyelembe kell venni azt is, hogyan használják majd a kertet, milyen stílusú kertre van igény, és hogy a kert hogyan fog csatlakozni a házhoz és más környékbeli építményekhez.

### Helyszín
Hogy hol található a kert, komolyan befolyásolhatja azt is, hogyan tervezhető. A topográfiai tulajdonságok, mint a lejtők, dombok, sík terepek stb. segíthetnek a terv bizonyos elemei, így például a megjelenés elkészítésében, de meg is határozhatják azt. A helyszín talaja meghatározza, milyen növények telepíthetőek a kertbe, ahogyan a klíma és a különféle mikroklímák is. A kert környezeti kontextusa szintén befolyásolhatja a tervezést, a városi vagy vidéki környezetben, szeles partvidéki területen vagy védett helyen kialakított kertek például nagyban eltérhetnek egymástól.

### Talaj
A kert talaja befolyásolja a víz és tápanyagok hozzáférhetőségét, a mikroorganizmusok viselkedését, a gyökereknél mérhető hőmérsékletet, így meghatározó hatással van arra, hogy a kertben milyen növények növeszthetőek sikeresen. A nem megfelelő minőségű, típusú talaj ugyanakkor szükség esetén lecserélhető.
A talaj minősége talajdúsítással javítható, ami jótékony hatású anyagok hozzáadását jelenti a natív talajhoz. A hozzáadott anyagok között lehet például a komposzt, tőzeg, homok, ásványi por vagy trágya, amelyeket az ideális mélységben kevernek el a natív talajjal. A hozzáadott anyagok mennyisége és minősége több tényezőn múlhat, ideértve a talajban található humusz mennyiségét, a talajszerkezetet, a talaj pH-értékét és az ültetni kívánt növények milyenségét. A dúsításra nem minden esetben van szükség – a talaj magában is megfelelő minőségű lehet, de előfordulhat, hogy a gyengébb minőségű talajba kifejezetten ilyen körülményekhez szokott fajtákat ültetünk.

### Határok
A kert kialakítását meghatározhatják létező határai, de ezek akár alakíthatóak is a kerttervezés segítségével. A növények segítségével már létező természetes határok áthelyezhetőek. Létrehozhatóak belső határok, elválasztók is, amelyek a kertet kisebb részekre osztják.
A kert határait leggyakrabban sövények, falak és kerítések jelölik. A sövény lehet örökzöld vagy lombhullató, formára nyírt vagy sem, a kert stílusától függően. A falak stabil építmények, leggyakrabban téglából, kőből vagy betonelemekből készülnek. A kerítéseket általában fából vagy fémből készítik.
A határok kialakításának célja lehet többek között az állatok és behatolók távoltartása, a magánélet biztosítása, védelem az erős szél ellen, mikroklíma létrehozása, kellemetlen látvány kizárása.

### Kertfelület
A mérsékelt klímájú nyugati kertek esetében a gyepet általában a kert elengedhetetlen tartozékának tartják, ha azonban igény van a különlegesebb megjelenésre, a kertfelületet boríthatják akár kavicsok vagy fenyőkéreg is. A tervezők kihasználhatják a különféle felületek közötti textúra és színbéli kontrasztot, hogy átfogó mintát adjanak a kertnek.
Az ösvények, utak felületét a praktikusság és az esztétika szempontjai szerint kell kiválasztani, de a tartósság is fontos szempont. Számolni kell azzal, például nyilvános kertek, parkok esetében, hogy forgalmuk nagyobb lesz, így olyan tartós felületekre van szükség kialakításukkor, amelyek a magánkertekben ritkán fordulnak elő.

### Növényültetés
A növények ültetésének megtervezéséhez nem csak tervezői szemléletre van szükség, de figyelembe kell venni az esztétikát, a kertművelési, ökológiai és kulturális szempontokat is. A legismertebb kerttípusok az egyenes vonalú, letisztultabb formákat kedvelő (perzsiai, európai) és az aszimmetriát előtérbe helyező (távol keleti, ázsiai) kertek.

### Kerti bútorok
Kerti bútor lehet egy egyszerű asztal néhány székkel, de ide tartoznak a hinták, padok, lámpák és különféle dekorációk is. A kerti bútorok általában kőből, fémekből, műanyagból, gyantából, üvegből vagy kezelt fából készülnek.

### Napfény
Bár a napfény irányítására nem mindig vannak megfelelő lehetőségei a kerttervezőnek, az a kert kialakításának fontos tényezője. A rendelkezésre álló napfény mennyisége meghatározó az ültetni kívánt növények milyenségét illetően. Egyes esetekben a kerttervező módosíthat a rendelkezésre álló napfényen azzal, ha megfelelően helyezi el a fákat, más árnyékoló növényeket, kerti építményeket, vagy akár magukat az épületeket is. Ha erre nincsen lehetőség, a kertet úgy kell megtervezni, hogy a rendelkezésre álló mennyiségű napfény mellett is lehetőség legyen a növények életben maradására, növekedésére.

### Világítás
A kert megvilágítása a kerttervezés fontos aspektusa. Magasság szerint elhelyezhető biztonsági, lefelé irányuló és felfelé irányuló világítás. A tervezés során meg kell határozni a fényforrások típusát és a hozzájuk szükséges szerelvényeket, illetve a megfelelő energiaellátást is.

## Kerttípusok
Elrendezés, az ültetett növények típusa és más szempontok szerint különféle kerttípusokat különböztetünk meg. A leggyakoribb kerttípusok:
- Iszlám kert
- Mediterrán kert
- Reneszánsz kert
- Angolkert vagy tájképi kert
- Angol vidéki kert (cottage garden)
- Konyhakert (potager)
- Shakespeare-kert
- Kőkert
- Kelet-ázsiai kert
- Külvárosi kert

## Fordítás
Ez a szócikk részben vagy egészben  a   Garden design című angol Wikipédia-szócikk ezen változatának fordításán alapul.  Az eredeti cikk szerkesztőit annak laptörténete sorolja fel. Ez a jelzés csupán a megfogalmazás eredetét és a szerzői jogokat jelzi, nem szolgál a cikkben szereplő információk forrásmegjelöléseként.